# Пампасская кошка
Пампасская кошка (лат. Leopardus colocola) — хищное млекопитающее семейства кошачьих. Местное название кошки — колоколо — дало имя индейскому вождю народа мапуче Колоколо.
В таксономической ревизии 2020 года, включающей молекулярные и морфологические данные, было предложено разделить пампасских кошек на пять видов: собственно L. colocola, L. braccatus, L. garleppi, L. munoai и L. pajeros.

## Распространение
Пампасские кошки в традиционном (широком) смысле водятся на травянистых равнинах Южной Америки (Аргентина, Боливия, Бразилия, Чили, Эквадор, Парагвай, Перу, Уругвай), среди кустарников, редколесья, и изредка в поймах бразильских пантанал и в полузасушливых холодных пустынях Патагонии. В высокогорных районах Анд, хотя вид был замечен на высоте более 5000 м, большинство записей касаются более низких высот. Ареал пампасской кошки в узком смысле, после ревизии 2020 года, ограничивается центральной частью Чили на западном склоне Анд (0—1800 м над уровнем моря).

## Описание
Тело у кошки плотное, ноги короткие, голова большая. Шерсть грубая лохматая желтовато-серого цвета, с бурыми или соломенно-желтыми удлиненными пятнами. Вдоль хребта волосы образуют подобие гривы, на пушистом хвосте красно-бурые кольца. Длина тела животного около 76 см, хвост около 25 см; масса кошки 8 — 11.5 кг, в среднем 9 кг.

## Питание
Пампасская кошка охотится на грызунов, птиц, а также ящериц и больших насекомых. Она — прежде всего ночной охотник, но её нередко встречали во время охоты и в дневные часы.

## Подвиды
Всего было описано семь подвидов этого животного. В ревизии 2020 года пампасская кошка рассматривается как монотипический вид, при этом четыре бывших подвида выделены в самостоятельные виды (L. braccatus, L. garleppi, L. munoai и L. pajeros).

## Жизнь в неволе
Продолжительность жизни: в неволе живут 10 — 12 лет, максимум 16 лет.